# Ms. Kelly
A Ms. Kelly volt az amerikai Kelly Rowland énekesnő második albuma. A lemez sajnos mérsékeltebb sikerű lett, mint az elődje. Négy kislemez került ki az albumról: Like This, Ghetto, Work és Daylight.

## Dallista
1. "Like This" (Featuring Eve) (Kelly Rowland, Sean Garrett, Polow Da Don, Elvis Williams, Jason Perry, Eve Jeffers) - 3:35
2. "Comeback" (Kelly Rowland, Scott Storch, Jason Boyd, Lyndrea Price) - 3:26
3. "Ghetto" (Featuring Snoop Dogg) (Kelly Rowland, Tank, J. "Lonny" Bereal, Calvin Broadus) - 2:55
4. "Work" (Kelly Rowland, Scott Storch, Jason Boyd) - 3:28
5. "Flashback" (Kelly Rowland, Charlie Bereal, Kenny Bereal, J. "Lonny" Bereal, Huy Nguyen, Britney Jackson) - 4:21
6. "Every Thought Is You" (Kelly Rowland, Rockwilder, Loren Dawson, J. "Lonny" Bereal, Billy Mann, Huy Nguyen, Shalondra Buckines) - 3:56
7. "The Show" (Featuring Tank) (Kelly Rowland, Tank, J. "Lonny" Bereal) - 3:36
8. "Interlude" (Kelly Rowland, Carsten Schack, Kenneth Karlin, J. "Lonny" Bereal, Billy Mann, Lyndrea Price) - 1:00
9. "Still In Love With My Ex" (Kelly Rowland, Soulshock & Karlin, J. "Lonny" Bereal, Billy Mann, Lyndrea Price) - 3:38
10. "Love" (Slav Vynnytsky, Marc Joseph, Solange Knowles) - 3:51
11. "Better Without You" (Charlie Bereal, Kenny Bereal, J. "Lonny" Bereal, Charmelle Colfied) - 3:57
12. "This Is Love" (Billy Mann) - 4:46

Bónusz dalok
1. "Gotsta Go (Part I)" (Featuring Da Brat) [European bónusz] (Kelly Rowland, Charlie Bereal, Kenny Bereal, J. "Lonny" Bereal, Angela Beyince, Da Brat) - 3:48
2. "Like This" (Azza's Nu Soul Remix) [iTunes bónusz] - 3:54
3. "H'Bibi I Love You" (Duett Amine-nel) [French bonus track] - 4:08
4. "Dilemma" (Duett Nelly-vel) [Japán bónusz] - (Nelly, Bunny Sigler, Kenny Gamble) - 4:49
5. "Like This" (DJ Speedy Remix; Featuring Sean P & Eve) [Special Premium Edition bonus digital download] - 4:13

### Ms. Kelly: Diva Deluxe
1. "Daylight" (Featuring Travis McCoy) (Bobby Womack, Harold Payne) - 3:30
2. "Broken" (Kelly Rowland, Tor Erik Hermansen, Mikkel S. Eriksen, Tariano Jackson, J. "Lenny" Bereal, Hugh Atkins) - 3:24
3. "Comeback" (Karmatronics Club Mix) - 6:20
4. "Like This" (Redline Remix) - 2:50
5. "Love Again" (J. "Lonny" Bereal, R. Battle, C. Cofield, Charlie Bereal, C. Jones) - 3:50
6. "Unity" (Jordan Thorsteinson, Troy Samson, Mike James) - 3:51
7. "No Man No Cry" (Mark J. Feist, Damon Sharpe, Lauren Evans) - 3:28

### Ms. Kelly Deluxe
1. "Work" (Freemasons Radio Edit) (Kelly Rowland, Scott Storch, Jason Boyd) - 3:13
2. "Daylight" (Featuring Travis McCoy) (Bobby Womack, Harold Payne) - 3:30
3. "Like This" (Featuring Eve) (Kelly Rowland, Sean Garrett, Polow Da Don, Elvis Williams, Jason Perry, Eve Jeffers) - 3:37
4. "Love" (Slav Vynnytsky, Marc Joseph, Solange Knowles) - 3:53
5. "This Is Love" (Billy Mann) - 4:47
6. "Broken" (Kelly Rowland, Tor Erik Hermansen, Mikkel S. Eriksen, Tariano Jackson, J. "Lenny" Bereal, Hugh Atkins) - 3:25
7. "Better Without You" (Charlie Bereal, Kenny Bereal, J. "Lonny" Bereal, Charmelle Colfied) - 3:57
8. "Every Thought Is You" (Kelly Rowland, Rockwilder, Loren Dawson, J. "Lonny" Bereal, Billy Mann, Huy Nguyen, Shalondra Buckines) - 3:57
9. "Love Again" (J. "Lonny" Bereal, R. Battle, C. Cofield, Charlie Bereal, C. Jones) - 3:51
10. "Unity" (Jordan Thorsteinson, Troy Samson, Mike James) - 3:52
11. "No Man No Cry" (Mark J. Feist, Damon Sharpe, Lauren Evans) - 3:30
12. "Daylight" (Joey Negro Club Mix) - 7:04
13. "Comeback" (Kamatronics Remix) - 6:21

## Listás helyezések és minősítések
| \| Lista (2007) \| Csúcshelyezés \| \| ---------------------------- \| ------------- \| \| Australian Albums Chart[1] \| 44 \| \| Australian Urban Chart[2] \| 8 \| \| Belgian Albums Chart[3] \| 61 \| \| Canadian Albums Chart[4] \| 64 \| \| Dutch Albums Chart[1] \| 61 \| \| French Albums Chart[1] \| 88 \| \| German Albums Chart[5] \| 80 \| \| Irish Albums Chart[1] \| 46 \| \| Italian Albums Chart[1] \| 47 \| \| Japanese Foreign Charts[6] \| 10 \| \| Swiss Albums Chart[1] \| 38 \| \| UK Albums Chart[1] \| 23 \| \| US Billboard 200[1] \| 6 \| \| US Top R&B/Hip-Hop Albums[7] \| 2 \| |               |
| Lista (2007) | Csúcshelyezés |
| Australian Albums Chart | 44            |
| Australian Urban Chart | 8             |
| Belgian Albums Chart | 61            |
| Canadian Albums Chart | 64            |
| Dutch Albums Chart | 61            |
| French Albums Chart | 88            |
| German Albums Chart | 80            |
| Irish Albums Chart | 46            |
| Italian Albums Chart | 47            |
| Japanese Foreign Charts | 10            |
| Swiss Albums Chart | 38            |
| UK Albums Chart | 23            |
| US Billboard 200 | 6             |
| US Top R&B/Hip-Hop Albums | 2             |

## Megjelenések
| Régió                     | Dátum            | Kiadó                 |
| ------------------------- | ---------------- | --------------------- |
| Japán                     | 2007. június 20. | Columbia, Music World |
| Ausztria                  | 2007. június 22. | Columbia, Music World |
| Dánia                     | 2007. június 22. | Columbia, Music World |
| Franciaország             | 2007. június 22. | Columbia, Music World |
| Németország               | 2007. június 22. | Columbia, Music World |
| Svájc                     | 2007. június 22. | Columbia, Music World |
| Lengyelország             | 2007. június 25. | Columbia, Music World |
| Egyesült Királyság        | 2007. június 25. | Columbia, Music World |
| Új-Zéland                 | 2007. július 3.  | Columbia, Music World |
| Amerikai Egyesült Államok | 2007. július 3.  | Columbia, Music World |
| Izrael                    | 2007. július 5.  | Columbia, Music World |
| Ausztrália                | 2007. július 7.  | Columbia, Music World |